# Bad Dudes vs. Dragon Ninja
Bad Dudes o Bad Dudes vs. Dragon Ninja o simplemente Dragon Ninja en Japón, fue un videojuego creado en 1988 por la empresa Data East, que originalmente salió para las arcades, generando una buena ganancia, ya que era un juego de acción con buenos gráficos y sonido, contaba con un jefe al final de cada fase y en el último nivel te enfrentabas a todos ellos uno a uno, hasta llegar al Dragon Boss. Al terminarlo rescatabas al presidente Ronnie, quien había sido raptado por una organización criminal terrorrista comandada por el antes citado Dragon Boss, también eras recompensado con una sabrosa hamburguesa, esto por lo que hace al final del juego americano, ya que en el juego en su versión japonesa, solamente aparecía uno de los dos protagonistas Blade y Striker viendo una estatua al ponerse el atardecer, salió adaptado para diversas consolas, pero sin duda la más fiel dentro de los sistemas de 8 bits fue hecha para la NES.